# Ireneusz Sadowski
Ireneusz Sadowski (ur. 1979) – polski socjolog, doktor habilitowany nauk społecznych, zastępca dyrektora Instytutu Studiów Politycznych PAN, badacz instytucji społecznych,  reprezentacji politycznej i sieci społecznych.

## Życiorys
Studia socjologiczne ukończył na Uniwersytecie w Białymstoku, gdzie następnie wykładał w latach 2003-2011. W roku 2010 na podstawie rozprawy pod tytułem "Społeczna konstrukcja demokracji lokalnej. Wpływ kapitału społecznego na sprawność lokalnych instytucji przedstawicielskich", której promotorem był prof. Bogdan Mach, otrzymał stopień naukowy doktora. W roku 2019 na podstawie cyklu publikacji na temat przemian reprezentacji politycznej w Polsce i na Ukrainie Rada Naukowa Instytutu Filozofii i Socjologii PAN nadała mu stopień doktora habilitowanego. Od roku 2008 związany z Instytutem Studiów Politycznych PAN, gdzie od 2018 roku pełni funkcję zastępcy dyrektora do spraw upowszechniania badań naukowych. Animator życia naukowego – wraz z Mikołajem Pawlakiem prowadzi seminarium naukowe "Nowy instytucjonalizm – teorie i badania".

## Wybrane publikacje
- Kulturowe aspekty struktury społecznej, red. z Piotrem Glińskim i Alicją Zawistowską (Warszawa 2010, ISBN 978-83-7683-023-0)
- Społeczna konstrukcja demokracji lokalnej. Rola kapitału społecznego w działaniu instytucji przedstawicielskich (Warszawa 2011, ISBN 978-83-60580-77-6)
- Ludzie w sieciach. Znaczenie otoczenia społecznego dla funkcjonowania jednostki, red. z Bogdanem Machem (Warszawa 2018, ISBN 978-83-65972-33-0)